# Yquelon
Yquelon é uma comuna francesa na região administrativa da Normandia, no departamento Mancha. Estende-se por uma área de 2,14 km². Em 2010 a comuna tinha 1 155 habitantes (densidade: 539,7 hab./km²).